# Javier Paniagua
Javier Paniagua Fuentes (Ceuta, 13 de julio de 1946) es un historiador y político socialista español, que ha desarrollado su actividad profesional en la Comunidad Valenciana. Es promotor de la plataforma La gran coalición que aboga por el entendimiento entre PP y PSOE.

## Biografía
Doctor en Historia, ha sido profesor de Historia Social y del Pensamiento Político de la Universidad Nacional de Educación a Distancia hasta su jubilación en 2016 (catedrático acreditado), así como director en el centro de Alcira-Valencia de la UNED "Francisco Tomás y Valiente" (1978-1983 y 2000-2016) En 1974 participó en el Primer Congreso de Historia del País Valenciano. Fue profesor ayudante del Departamento de Historia Contemporánea de la Universidad de Valencia y de Historia Económica de la Facultad de Económicas de la Universidad de Valencia (1970-1976) Jefe de Formación del Profesorado del Instituto de Ciencias de la Educación de la Universidad de Valencia (1977-1982) Catedrático de Enseñanza Media (1975-1977) Codirector de la revista Historia Social. y  Presidente de la Fundación Ciudadanía y Valores. Ingresó en el PSOE en 1978. Ha sido miembro de la Ejecutiva de la ciudad de Valencia (PSPV-PSOE) y diputado al Congreso por la circunscripción electoral de la provincia de Valencia en las elecciones generales de 1986, 1989, 1993 y 1996. También fue director general de Educación de la Generalidad Valenciana durante el gobierno de Joan Lerma entre 1983 y 1986.

## Obras
.Libros
- La sociedad libertaria (Critica,1982)
- Anarquistas y socialistas (Historia 16, 1989)
- Edición e introducción a los  Discusos parlamentarios de Manuel Azaña (Congreso de los Diputados, 1992)
- Libertarios y sindicalistas (Biblioteca Básica de Historia (BBH). (Anaya, 1992)
- La Europa Revolucionaria (BBH, 1999)
- El Mundo desde 1945 (BBH, 1994 y 2000)
- España Siglo XX, 1898-1931 (BBH, 1987 y 8 ediciones posteriores)
- España Siglo XX, 1931-1939 (BBH, 1987 y 7 ediciones posteriores)
- La transición democrática. De la dictadura a la democracia en España (1973-1986) (BBH,2009)
- Utopías Libertarias Españolas. Siglos XIX-XX. En colaboración con Luis Gómez Tovar. El anarquismo español: predominio de la acción.  (Ediciones Tuero & Fundación Salvador Seguí, 1991)
- Diccionario biográfico de políticos valencianos, 1810-2006. Con J. A. Piqueras. (Alfons el Magnànim, 2006)
- Historia del País Valencia, vol. 4 "Transició, democracia y Autonomía" (Ediciones 62, 2006)
- La España democrática, vol. 20. La nueva etapa socialista (dirigida por John Lynch) (El País, 2007)
- La larga marcha hacia la anarquía (Síntesis, 2008)
- Breve historia del socialismo y el comunismo (Nowtilus, 2011)
- Breve historia del anarquismo (Nowtilus, 2012)
- El Socialismo. De la Socialdemocracia al PSOE y Viceversa (Cátedra o, Anaya, 2016)
- Nosotros, los socialistas valencianos (1977-1995) Un ensayo socio-histórico sobre el acceso a la modernidad (Biblioteca de Historia Social, Valencia, 2020)
- Sombras en la Retaguardia. Testimonios sobre la 5ª Columna en Valencia. Con Bejamin Lajo. (Biblioteca Historia Social, 2002)
- Edición e Introducción preliminar a la figura de Marín Civera, fundador de la Revista Orto (1932-1934) facsímil 2 vol. (Biblioteca Historia Social, 2001)
- El Peronismo explicado a los europeos. De Peron a Milei Editorial Cátedra (Anaya, Cátedra) (Madrid,2025)

.Artículos, capítulo de libros y otros
- Las ideas económicas del anarquismo y los movimientos libertarios en España: un esquema  con Salvador Almenar  Palau en Economía y             Economistas españoles (dirigida por Fuentes Quintana) (Galaxia-Gutemberg,1999-2001)
- La UNED  en la encrucijada de los próximos años (1993) con Montserrat Blanco Bahamonte
- Trayectoria  del sindicalismo español (1991) en Historia 16
- Varias voces en Enciclopedia del Nacionalismo, Tecnos (1997)
- Las reacciones ante el bilingüismo: una perspectiva histórica (1981) en Revista de Educación
- Contribución al estudio del movimiento huelguístico del País Valenciano: 1905-1935 (1974), con  Joaquim Prats Cuevas, ponencia publicada en e I Congreso de Historia del País Valenciano (1974)
- Los e-mail que nunca te envié (2001) UNED Alzira-Valencia, novela[5]
- ¿Es la clase obrera una entelequia? El antimarxismo militante (en Pasado y Presente. Estudios para Ricardo García Cárcel, (2020)
- Un solo territorio y varias identidades. El trauma del nacionalismo valenciano  Historia Social. n.º 20 (2001)
- Pablo Iglesias y los anarquistas. Crítica a la interpretación nacionalista de la impenetrabilidad del PSOE y la UGT en Cataluña  (Sistema, 2002)
- Las políticas sociales en España. Antecedentes Históricos. en "El IMSERSO y las políticas sociales"  (Ministerio de Trabajo, 2003)
- Las interpretaciones sobre el arraigo del anarquismo en España (Germinal n.º 1 de abril de 2006)
- Tolerancia y Discrepancia en la Historia Contemporánea de España (homenaje a Francisco Tomás y Valiente) (UNED, Alzira-Valencia, 1999)
- Los Mitos del 98 (UNED, Alzira-Valencia,1999)
- Radiografía de los Políticos de la Comunidad Valenciana (2003-2005) (coordinador) (Uned, Alzira-Valencia, 2005)
- Diez años de Educación en España, 1978-1988 (editor con Ángel San Martín) (La educación en el Estado de las Autonomías) (UNED Alzira-Valencia,1989)
- Republicanos, Socialistas y Anarquistas ¿Que Revolución? ( en Cultura Social y política en el mundo del Trabajo) (Biblioteca de Historia Social.1999)
- Socialistas and Anarchists What Revolution Was That? in A Social History of Spanish (Labour.Berghahn Books, New York-Oxford, 2007)
- La CNT en el Gobierno: en La Guerra Civil, 7 Historia16, (1986)
- La Crisis anarquista: en La Guerra Civil, 15 Historia16 (1986)
- El levantamiento militar. La guerra. La represión  en "Historia de España" dirigida por Domínguez Ortiz. Volumen 11: Alfonso XIII y la segunda república (1902-1939) (Planeta, 1987)
- Estudio preliminar a Jack London: Aventurero, escritor y defensor del socialismo en "El Talón de Hierro" (akal, 2011)
- Nacionalismo y socialismo. Pablo Iglesias y los anarquistas en Manuel Chust, ed. "De la cuestión señorial a la cuestión social", (Universidad de Valencia, PUV: 2002)
- Los discursos anarquistas en torno a la Revolución Agraria y ya Movilización del campesinado, en La España rural siglos XIX y XX Teresa Mª Ortega y Francisco Cobo (edts) (Comares Granada, 2011)
- Del sindicalismo revolucionario al anarcosindicalismo: el nacimiento de la CNT y el pensamiento libertario en Pensamiento Político en la España Contemporánea (M.Menéndez y A. Egea,edts) (Trotta,Madrid,  2013)
- El anarquismo ante la Reforma Agraria de la Segunda República en El Mundo Campesino en la España de los años treinta ; Diego Caro Cancela (edit)( Fundación Casas Viejas, Benalup, Diputación de Cádiz 2009)
- La perspectiva histórica de las colectivizaciones (1936-1939 en El sueño igualitario, Julian Casanova, comp. Fundación Fernando El Católico, Zaragoza, 1988)
- Propiedad; Reparto y Colectivismo,  (con José Antonio Piqueras) fotos de Joaquin Sanchís, (Ayuntamiento de Estrella, (Valencia),1992)
- Un solo territorio y varias identidades: El trauma del Nacionalismo Valenciano. Historia Social, n.º 40 (2001)
- Una gran pregunta y varias respuestas. El anarquismo español desde la política a la historiografía. Historia Social, n.º 12 (1992)
- Comprender la totalidad de la realidad histórica. Conversación con Eric Hobsbawm.(con José Antonio Piqueras) Historia Social, n.º 25, (1996)
- La Diputación en los años Treinta (1931-1939) en Historia de la Diputación de Valencia, (Diputación de Valenvia, 1995)
- Trabajadores sin Revolución (con José Antonio Piqueras) (Alfons el Magnànim, 1986) a la obra de Higinio Noja Ruiz, (Arguments 1 Valencia 1974)
- Pierre Vilar y la Enseñanza de la Historia en Revista Iber, 45 (2000)
- La memoria inservible, Revista Iber 55 (2008)
- Dejad a los políticos en la cuneta. La historia social busca su propio espacio, Revista Iber  2, (1997)
- El proceso histórico del constitucionalismo español, 1808-1874 Materiales para la Historia (varios Autores) Ed. Teide (1984)
- Crisis Social. Crisis en la Historia,Revista, Revista  Iber, 3 (1995)
- Las repercusiones de la Revolución Rusa en el Movimiento Libertario, (Anales de la UNED Alzira-Valencia,(1980)
- Conversando con Diego Abad de Santillán en INAUCO Revista Iberoamericana de Autogestión y Acción Comunal (1983)
- Gaston Leval, la trayectoria de un libertario, en INAUCO Revista Iberoamericana de Autogestión y Acción Comunal (1989)
- Gaston Léval (1895-1978) Un trotamundos libertario. El Eterno encanto de la Anarquía. Un teórico libertario desconocido) (Historia Libertaria, nª 1,  Nov-diciembre, 1978)
- Otra vuelta de tuerca. Las interpretaciones sobre el arraigo del anarquismo en España. ¿sigue la polémica? (Debate. n.º 89 Alfons el Magnànim  Valencia, 2005)
- El anarquismo. Cuadernos de Historia 16 n.º 157, (1985)
- Anarquistas y Socialistas en Valencia: entre la ruptura y el equilibrio (con J.A. Piqueras) en  "La II República. Una esperanza frustrada. Acta del Congreso Valencia capital de la República (1987)
- La CNT en la II República, en Claridad n.º 16 (nov.-dic 1986)
- La visión de Gaston Léval en la Rússia Soviètica el 1921,(Reçerques n.º 3, 1974)
- Religión y Anticlericalismo en el Anarquismo español (notas para su estudio) (Revista Estudio d´Historia Contemporánea del País Valenciano, n.º 1, 1976)
- La ideología económica de los anarquistas en Cataluña y el País Valenciano (una aproximación al tema) (Saitabi XXIV Universidad de Valencia, 1974)
- El proceso histórico de la Agricultura española  (Material de Trabajo)  Cuaderno para Didáctica de la Historia, (varios autores) ICE Universidad de Valencia (1980)
- Los inicios del Constitucionalismo español: De las Cortes de Cádiz a la crisis de la menarquia absoluta (1808-1833) Material de Trabajo  (Cuadernos para la Didáctica de la Historia  (varios autores) ICE, 1980)
- Ideología y prensa obrera en Dos-Cents anys de Prensa Valenciana, A, Laguna y A. López editores.(Generalidad Valenciana, 1992)
- Un museo de la Guerra Civil Española. ¿Es posible articular un relato de la Guerra Civil, asumido por una inmensa mayoría, combinando una narración lo más aséptica posible con las distintas interpretaciones historiográficas en un museo para todo los públicos.  Revista de Museología (RdM) =77 Madrid, 2019 (pgs 98-113)
- "Ernest Lluch: Los límites del diálogo" en Semblanzas Catalanas. La Cataluña plural en la España global (Garcia Cárcel y Pérez Zampar,eds Cátedra, Madrid, 2022
- "Cambrils-La creación de un mito de la reivindicación feminista! La Aventura de la Historia (Dossier:  Anarquismo y Feminismo: El movimiento de las mujeres libres) Madrid, 2022 nº 284
- Ha publicado más de 1300 columnas en la prensa española entre 1997 y 2022 (Las Provincias; Levante-EMV; El Mundo-CV; El País; Crónica Global; Valencia Plaza).